# John Campbell (1770–1809)
El Coronel John Campbell, IV conde de Shawfield e Islay ( 1770-13 de marzo de 1809)  fue un soldado escocés del ejército británico . Después de su temprana muerte con tan solo 39 años, su viuda, Lady Charlotte Bury, alcanzó la fama como cronista y novelista. También fue por un corto periodo político.

## Primeros años de vida
Campbell era el hijo mayor de Walter Campbell de Shawfield e Islay, un abogado que se desempeñó como Rector de la Universidad de Glasgow de 1789 a 1791, su primera esposa fue Eleanora Kerr, hija de Robert Kerr de New Field. 

## Carrera profesional
Se unió al ejército británico en 1789 como alférez en el 3er Scots Guards. En 1793 fue ascendido a teniente y luego a capitán. Dejó el ejército alrededor de 1799 y más tarde fue coronel de la milicia de Argyll. 
En 1796, se casó con Lady Charlotte Susan Maria Campbell, hija del V duque de Argyll. Tuvieron al menos dos hijos y seis hijas, pero solo dos de las hijas sobrevivieron a los padres. A la muerte de su padre, Walter Campbell, en 1816, el hijo de John, Walter Frederick Campbell, heredó la isla de 240 millas cuadradas de Islay en las Hébridas Interiores en Escocia. 
En 1794, fue elegido por el interés de su cuñado, el VI duque de Argyll, como miembro del parlamento (MP) por el distrito de Ayr Burghs. Apoyó a Argyll en su oposición al ministerio de William Henry Canvedish-Bentinck, duque de Portland y murió dos años después de su elección, con tan solo 39 años. 
Después de su muerte, Lady Charlotte fue nombrada dama de honor en la casa de Carolina de Brunswick-Wolfenbüttel (entonces Princesa de Gales, más tarde Reina) hasta 1815, cuando se casó con el ministro John Bury, quien se convirtió en rector de la Iglesia de Inglaterra. Su primera novela se publicó de forma anónima en 1812 y le siguieron una docena más. También se le atribuye un diario de vida en la corte que se publicó de forma anónima en 1838, pero del que no se tiene certeza de su autoría.

## Descendencia

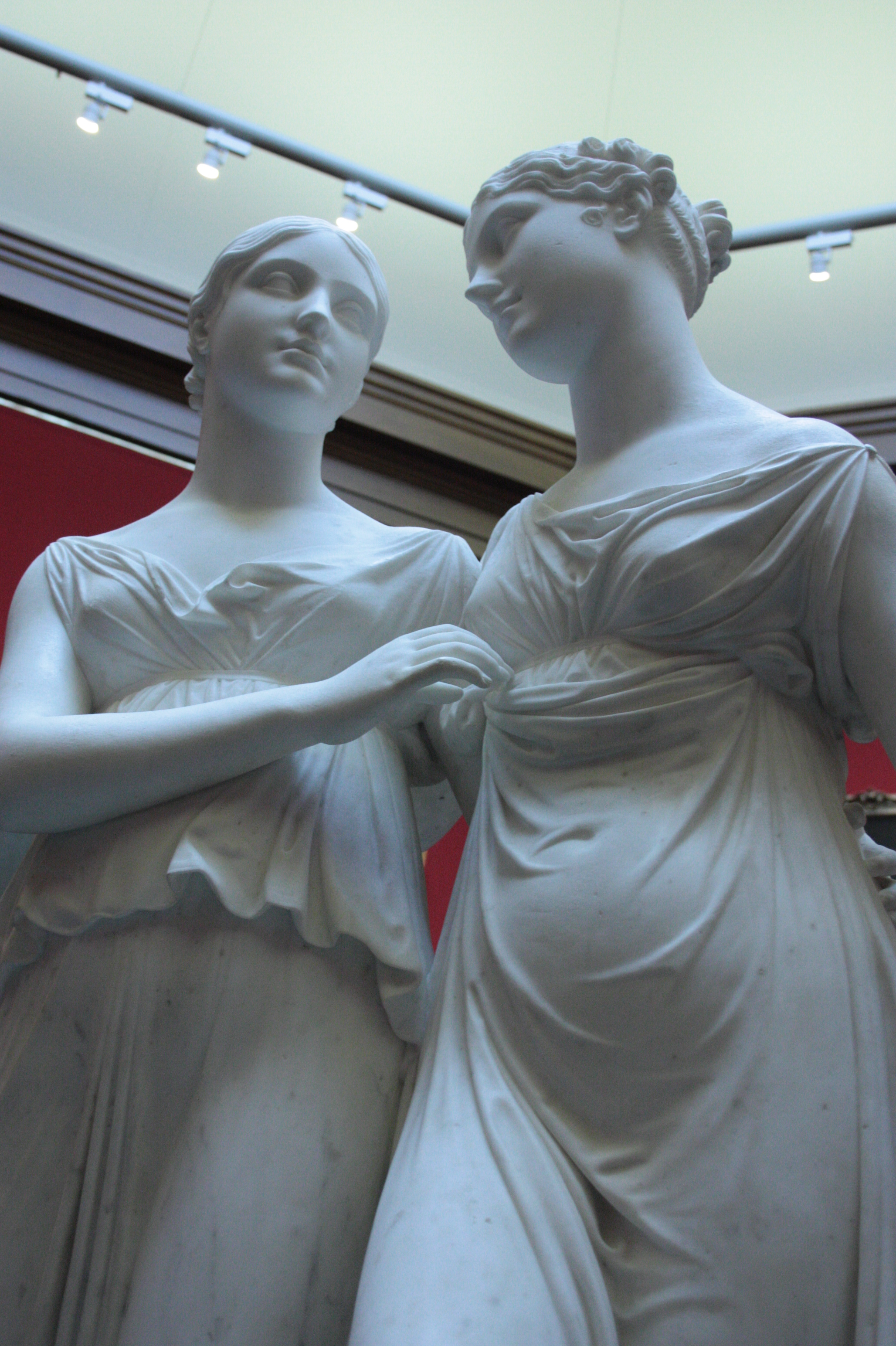
Las hermanas Campbell (Emma y Julia) por Lorenzo Bartolino 1822, Galería Nacional de Escocia

Hijos del coronel John Campbell y Lady Charlotte : 
- Walter Frederick (1798–1855), diputado por Argyllshire 1822–32 y 1835–41, y heredero de la isla de Islay
- John George (1800–1830), se casó con Ellen, hija de Sir Fitzwilliam Barrington, décimo baronet
- Eliza Maria (1795-1842), paleontóloga, se casó con Sir William Gordon-Cumming, segundo baronet[2][3]
- Eleanora (fallecida en 1828), se casó con Henry, conde de Uxbridge (más tarde (segundo marqués de Anglesey))
- Harriet Charlotte Beaujolois (murió en Nápoles en febrero de 1848), autora, se casó con Charles, Lord Tullamore (más tarde segundo conde de Charleville )
- Emma, se casó con William Russell, el hijo menor de Lord William Russell
- Adelaida, se casó con Lord Arthur Lennox
- Julia, se casó con Peter Langford-Brooke, de Mere Hall en Cheshire

Después de la muerte de John, la familia encargó a Lorenzo Bartolini que esculpiera a las hijas menores, Julia y Emma.